# Pirque
Pirque ist eine Gemeinde der Región Metropolitana de Santiago mit 26.521 Einwohnern (2017). Sie ist eine der Gemeinden der Provinz Cordillera und Teil von Groß-Santiago. Sie befindet sich 2,8 Kilometer südöstlich von Puente Alto und 21,3 Kilometer südsüdöstlich von Santiagos Innenstadt. Sie befindet sich am Rand der Anden.

## Demografie
Laut der Volkszählung 2017 lebten in der Gemeinde Pirque 26.521 Personen. Davon waren 13.429 Männer und 13.092 Frauen, womit es einen leichten Männerüberschuss gab.

## Sehenswürdigkeiten
Drei Weinberge in Pirque sind Teil der Weinstraße des Maipo-Tals, einer der chilenischen Weinstraßen, die das Weinregion des Zentraltals durchquert. Es gibt urkundliche Aufzeichnungen darüber, dass in diesem Tal im 16. Jahrhundert die ersten Weinberge in der Geschichte Chiles gepflanzt wurden.

## Persönlichkeiten
- Felipe Seymour (* 1987), Fußballspieler